# 石村僐悟
石村 僐悟（いしむら ぜんご、1948年6月14日 - 2020年4月8日）は、日本の実業家。

## 経歴・人物
和菓子の老舗「石村萬盛堂」の2代目社長石村善右の長男として、福岡市に生まれる。1967年福岡県立修猷館高等学校を経て、1971年東京大学経済学部を卒業。
1971年11月石村萬盛堂に入社。東京営業所長、1974年3月取締役、1776年4月専務取締役を経て、1979年12月、父・善右の死去に伴い、3代目代表取締役社長に就任。
専務取締役であった1977年、少女雑誌に、バレンタインデーのお返しがなぜ無いのかという記事が掲載されているのが目に留まり、そのお返しの日として「マシュマロデー」を創案し、翌1978年からキャンペーンを開始した。これが現在のホワイトデーの始まりとされる。財界人だけでなく若年層の教育にも熱心で、福岡市の教育委員を長く務めた。
2017年7月、長男石村善之亮が代表取締役社長に就任し、代表権のある会長に就いた。
2020年4月8日心不全のため死去。